# اریکا داوسون
اریکا داوسون (انگلیسی: Erica Dawson؛ زادهٔ ۲۴ ژوئیهٔ ۱۹۹۴) قایقران زن قایق بادبانی اهل نیوزیلند است.
وی در مسابقات کشوری و بین‌المللی در مجموع برندهٔ ۱ مدال برنز شده است.